# دنی بوفین
دنی بوفین (به انگلیسی: Danny Boffin) بازیکن فوتبال اهل بلژیک و عضو تیم ملی فوتبال بلژیک است که در تاریخ ۲۳ اوت ۱۹۸۹ میلادی اولین بازی ملی‌اش را مقابل تیم ملی فوتبال دانمارک انجام داد. او در ۵۳ بازی ملی حضور داشت و جمعاً ۳۲۳۴ دقیقه برای تیم ملی فوتبال بلژیک به میدان رفت. دنی بوفین آخرین بازی ملی خود را در تاریخ ۲۶ مه ۲۰۰۲ میلادی در برابر تیم ملی فوتبال کاستاریکا انجام داد. وی در بازی‌های ملی‌اش ۱ گل به ثمر رساند.